# 그리스도 왕 대축일
온 누리의 임금이신 우리 주 예수 그리스도왕 대축일(라틴어: Sollemnitas Domini Nostri Iesu Christi Universorum Regis)은 1925년 로마 가톨릭교회의 교황 비오 11세가 ‘그리스도 왕’의 의미를 성대히 기리기 위해 제정한 기독교의 대축일이다. 2017년까지는 그리스도왕 대축일이라고 불렸다. 본래 10월의 마지막 주일에 기념하였으나, 1970년 전례개혁에 따른 전례력 개정을 통해 서방 교회력으로 연중 시기의 마지막 주일이며 전례적으로 대림 제1주일 직전 주일(연중 제33주일 또는 제34주일)로 옮겨졌다. 날짜는 11월 20일 ~ 11월 26일 사이의 주일이다.
2018년 11월 25일부터 천주교에서는 온 누리의 임금이신 우리 주 예수 그리스도왕 대축일이라고 부르며, 성공회에서는 연중 마지막 주일인 왕이신 그리스도 주일, 루터회에서는 왕이신 그리스도의 날, 감리교회에서는 왕국주일로 지킨다.

## 기원과 역사
1925년 교황 비오 11세는 당시 세계에서 날로 확산되어가는 극단적 민족주의와 세속주의에 대항하는 한편 난관에 빠진 로마 문제의 조속한 해결을 기원하기 위한 조치로 교황 회칙 《첫째의 것》(Quas Primas)을 통해 온 세상의 왕인 예수 그리스도의 영광을 성대히 기리는 축일을 제정하였다. 그는 축일의 명칭을 우리 주 예수 그리스도 왕(D. N. Jesu Christi Regis)으로 명명하고, 11월 1일 모든 성인 대축일 전 주일이자 10월의 마지막 주일에 기념하라고 지시하였다. 그 이유는 11월은 위령성월이기 때문에 연옥 교회를 포함한 천상 교회를 기념하는 달이므로, 그리스도가 왕으로서 지상 교회를 다스린 마지막 달이 10월이었기 때문에, 10월의 마지막 주일로 정해 기념하도록 한 것이다. 1960년 교황 요한 23세는 기념 날짜는 그대로 두되, 축일 등급을 개편하여 1등급 축일로 분류하였다.
1969년 교황 바오로 6세는 전례력과 축일표에 관한 일반 지침을 다룬 자의교서 《파스카 신비》(Mysterii Paschalis)를 내면서 온 세상의 우리 주 예수 그리스도 왕(Domini Nostri Iesu Christi universorum Regis)으로 새로 명명하였다. 그는 또한 기념 날짜를 전례력으로 연중 시기의 마지막 주일이자 대림 제1주일 전 주일로 옮겨 기념하게 하였다. 그 이유는 그리스도는 천상 교회와 지상 교회의 구분 없이 모두를 다스리는 왕이며, 교회 전례력으로 새해가 시작되는 대림 제1주일이 되기 전 주일(11월 20일 ~ 11월 26일 사이의 주일)에 모든 것을 정리한다는 의미로 한 것이다. 더불어 그는 축일 중 최고 등급인 대축일로 지정하였다.
한국 가톨릭교회는 특별히 1985년부터 해마다 연중 시기의 마지막 주간을 성서 주간으로 정하여, 신자들이 일상생활 중에 성경을 더욱 가까이하며 자주 읽고 묵상하기를 권장하고 있다. 전례 색상은 황금색 또는 하얀색으로서, 제의 등의 전례복 등도 여기에 맞춘 색상으로 착용한다.